# 辛亥天津起义
辛亥天津起义是辛亥革命时期，由当时地革命党人在北方革命运动的中心天津发起的一次的武装行动，目的是推翻清政府在天津地区的统治，并配合中华民国临时政府北伐。辛亥天津起义发生于1912年1月29日晚，起义因力量薄弱和准备不足而以失败告终。

## 历史

### 背景

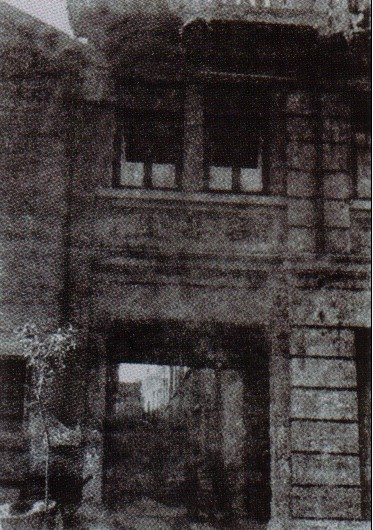
天津革命党人军事司令部旧址坐落于原天津法租界西开教堂附近的吉祥里14号，现已拆除

1912年1月初，胡鄂公从天津南下到达上海之后与沪军都督陈其美会晤，在得知孙中山正积极策划北伐之后，胡鄂公希望北方的革命党人能够进行武装行动配合其北伐。1912年1月13日，胡鄂公为北方革命筹款到达南京谒见了孙中山。孙中山支持其北方革命的意见并当场让黄兴从陆军部拨给他经费20万元。胡鄂公返回天津后于1912年1月27日在天津法租界召开“北方革命协会各团体代表紧急会议”。在会上，胡鄂公传达了在南京谒见孙中山的情况并讨论在天津建立北方革命军总司令部及发动武装起义的等相关问题。这次大会一致推举胡鄂公为北方革命军总司令，而起义的时间由北方总司令部来决定，为军事秘密。同日下午，北方革命协会在天津法租界吉祥里14号召开会议并研究了天津起义和北京、保定、通州等地方响应此次起义的步骤，会议确定了计划将于1912年1月29日夜12时进行起义，起义军以进攻直隶总督衙门为主要目标，分为九路军，同时还攻占天津巡警道署、天津督练公所以及天津当时的电报、电话等通讯机关和铁路、桥梁等交通设施等。此外，会议还计划起义军在攻占直隶总督衙门之后立即宣布成立“津军都督府”并具体安排了北方革命军总司令部和津军都督府的各部部长人选事宜。

### 起义
1912年1月29日晚，起义军第一路司令姜赐卿率领100多名敢死队员集中力量对直隶总督衙门进行攻打，在三岔河口的金钢桥一代和直隶总督衙门门前遭到了清军展开殊死搏斗。起义军第七路司令林少甫和起义军第九路司令韩佐治相继阵亡，其他各路军也都以失利告终，10多人战死沙场。起义失败后，北方革命军总司令部从当时天津周边的遵化、玉田、丰润、迁安和静海等地集合武装力量分期分批地来到天津准备进行二次起义。1912年2月7日上午11时，北方革命军总司令部在小白楼筹划起义方案的时候，袁世凯部下和天津英租界当局破获起义机关并逮捕了大量革命党人。1912年2月8日下午3时，胡鄂公以中华民国军政府鄂军水陆总指挥、鄂军政府主持北方革命全权代表之名到访英国驻天津领事署并向英国驻天津领事提出严正交涉：“责以不守中立，谓革命军起义武昌后，英、法、德、俄、日原已承认革命军为交战团体，是革命军于清军军需军械，有权可以没收。今贵捕不仅搜去革命军所没收之饷银，且逮捕革命军同志，此非所以守中立者。予（指胡鄂公）此次北来，其于贵租界之治安，尝予以深切注意。现贵捕所逮捕之革命同志，所搜捕之文书饷银，若不立予发还，则贵租界今后之治安，予亦不能负责云云。于是英领事谓饷银六千元，当已移交天津巡警道，熊得山、郑小岚二人允以翌晨恢复自由。”1912年2月9日，一些革命党人被天津英租界当局释放。
　

### 结果
1912年2月17日，天津的革命党人根据袁世凯已成为中华民国临时大总统的情况召集北方各革命团体在天津法租界吉祥里14号召开会议，会议讨论决定：所有各团体革命行动自1912年2月17日起一律停止或解散；北方革命协会总部、北方革命军总司令部及其所属各地之总司令部、北方革命军总指挥部等革命机关自1912年2月17日起一律宣布解散。1912年2月21日，胡鄂公收到其电请鄂军都督黎元洪的汇款两万元，该汇款作为北方革命协会的结束费主要用来完成滞留在天津的有关工作人员的遣返事宜。

## 相关链接
- 辛亥革命
- 辛亥上海光复